# Kosaćcowce
Kosaćcowce (Iridales Raf.) – rząd roślin należący do podklasy liliowych. Rząd ten był wyróżniany m.in. w systemie Takhtajana i w systemie Reveala. W wyniku udziału Reveala w pracach nad systemem APG, autor dokonał w roku 2010 modyfikacji swojego systemu, rezygnując z wyróżnienia tego rzędu i odnosząc go do rodziny kosaćcowatych (Iridaceae). W systemie APG III rząd kosaćcowców jest uznany za synonim rzędu szparagowców.

## Pozycja rzędu w systemie Takhtajana
Rząd kosaćcowców został wyróżniony w systemie Takhtajana z lat 50. XX wieku w nadrzędzie Lilianae Takht., w podklasie liliowych (Liliidae J. H. Schaffn.), w klasie jednoliściennych (Liliopsida Brongn.), w gromadzie roślin okrytonasiennych (Magnoliophyta Cronquist, Takht. & Zimmerm.).

## Pozycja rzędu w systemie Reveala
Rząd kosaćcowców został wyróżniony w systemie Reveala z lat 1994-1999 w nadrzędzie Lilianae Takht., w podklasie liliowych (Liliidae J. H. Schaffn.), w klasie jednoliściennych (Liliopsida Brongn.), w podgromadzie Magnoliophytina Frohne & U. Jensen, w gromadzie roślin okrytonasiennych (Magnoliophyta Cronquist, Takht. & Zimmerm.). W aktualizowanej wersji systemu z roku 2008 Reveal uznał liliowe za podklasę klasy Magnoliopsida Brongn.

## Podział rzędu według systemu Takhtajana
Takhtajan zaliczył do kosaćcowców 3 rodziny:
- Isophysidaceae (Hutch.) F.A. Barkley
- Geosiridaceae Jonker
- Iridaceae Juss. – kosaćcowate

## Podział rzędu według systemu Reveala (1994-1999)
W pierwotnej wersji systemu Reveal wyróżnił w rzędzie kosaćcowców jedynie podrząd Iridineae Engl. z jedną rodziną kosaćcowate (Iridaceae Juss.).

## Podział rzędu według systemu Reveala (2008)
W roku 2008 Reveal zaliczył do rzędu kosaćcowców 30 rodzin:
- Tecophilaeaceae Leyb.
- Doryanthaceae R. Dahlgren & Clifford
- Ixiolirionaceae Nakai
- Iridaceae Juss. – kosaćcowate
- Xeronemataceae M. W. Chase
- Xanthorrhoeaceae Dumort. – żółtakowate
- Hemerocallidaceae R. Br.
- Johnsoniaceae Lotsy
- Asphodelaceae Juss.– złotogłowowate
- Amaryllidaceae J. St.-Hil. – amarylkowate
- Agapanthaceae F. Voigt
- Anthericaceae J. Agardh
- Alliaceae Borkh. – czosnkowate
- Aphyllanthaceae Burnett
- Laxmanniaceae Bubani
- Asparagaceae Juss. – szparagowate
- Ruscaceae M. Roem. – myszopłochowate
- Convallariaceae Horan. – konwaliowate
- Dracaenaceae Salisb. – dracenowate
- Nolinaceae Nakai
- Eriospermaceae Lem.
- Hesperocallidaceae Traub
- Agavaceae Dumort. – agawowate
- Hostaceae B. Mathew
- Chlorogalaceae Doweld & Reveal
- Themidaceae Salisb.
- Behniaceae Conran
- Anemarrhenaceae Conran
- Herreriaceae Kunth
- Hyacinthaceae Batsch ex Borkh. – hiacyntowate